# Progonogamia rehni
Progonogamia rehni är en kackerlacksart som beskrevs av Karlis Princis 1963. Progonogamia rehni ingår i släktet Progonogamia och familjen jättekackerlackor. Inga underarter finns listade i Catalogue of Life.